# Ginèze
La Ginèze est une  rivière du sud-ouest de la France, sous-affluent de la Garonne par le Lot.

## Géographie
De 10 km de longueur, la Ginèze prend sa source dans le département de la Lozère commune de Servières et se jette dans le Lot en rive droite sur la commune de Barjac.

### Départements et communes traversées
- Lozère : Servières, Mende, Barjac.

## Principaux affluents
- Ruisseau du Bois Noir : 2,4 km
- Ruisseau de Raspaillac : 4,9 km
- Ruisseau de Raveyrines : 4,4 km